# Amada Acres (Teksas)
Amada Acres je naseljeno mjesto za statističke potrebe u američkoj saveznoj državi Teksas. Prema popisu stanovništva iz 2010. u njemu je živjelo 92 stanovnika.